# José Leopoldo de Bulhões Jardim
José Leopoldo de Bulhões Jardim, bekannt als Leopoldo de Bulhões, (* 28. September 1856 in Goiás Velho; † 15. Dezember 1928 in Petrópolis) war ein brasilianischer Politiker und Finanzier.

## Leben
José Leopoldo de Bulhões war der Sohn von Inácio Soares de Bulhões (1819–1890) und Antônia Emília de Bulhões Jardim, bereits im Kaiserreich Brasilien einflussreiche Familien, so war José Rodrigues Jardim, Onkel mütterlicherseits, Gouverneur der Provinz Goiás. Er studierte Rechtswissenschaften an der 
Faculdade de Direito do Largo de São Francisco in São Paulo (heute die Juristische Fakultät der Universidade de São Paulo), wo er mit den dort weit verbreiteten liberalen, republikanischen und abolitionistischen Ideen bekannt wurde. 1880 ging er nach Goiás zurück und schloss sich dem Partido Liberal an.

## Politische Laufbahn
1881 wurde er Hauptredakteur der goianischen Zeitung Tribuna Livre und wurde zum Abgeordneten (Deputado geral) für die Provinz Goiás gewählt, was einen Wechsel in die Hauptstadt Rio de Janeiro erforderte. Er wurde 1885 wiedergewählt und gründete 1886 mit seinem Bruder Antônio Félix de Bulhões Jardim die Zeitung Goyaz: orgão do Partido Liberal, durch die er, Zitat Demian de Melo/Adrianna Setemy: „die Ideen der Religionsfreiheit, der Säkularisierung von Friedhöfen, der Registrierung und der standesamtlichen Eheschließung verbreitete und in Konflikt mit den örtlichen ultramontanischen Bischöfen geriet“. 1891 und 1893 wurde er zum Bundesabgeordneten für Goiás gewählt und wurde 1891 somit auch Abgeordneter für die Verfassunggebende Versammlung, wo er zu den Unterzeichnern der Brasilianischen Verfassung von 1891 gehörte. Er wurde sechsmal von 1894 bis 1899 zum Bundessenator für Goiás gewählt.
Unter dem Präsidenten Francisco de Paula Rodrigues Alves war er in dessen Kabinett von 1902 bis 1906 Finanzminister (Ministro de Estado dos Negócios da Fazenda) und erneut unter dem Präsidenten Nilo Peçanha von 1909 bis 1910. Zudem war er zeitweise Direktor der Banco do Brasil. In dieser Zeit der República Velha, der ersten Republikphase Brasiliens, in der er zu den Oligarchen zählte, „entstand ein als „Kaffee mit Milch“ (café-com-leite) bezeichnetes politisches Bündnis, in dem die Eliten der Gliedstaaten São Paulo („Kaffee“) und Minas Gerais („Milch“, d. h. Viehzucht) den Ton angaben“. Er war hier an Finanzreformen beteiligt.
Von 1909 bis 1917 weist die Datenbank des Bundessenats Bulhões als Senator für den Bundesstaat Alagoas aus.
Nach der Bundespolitik wurde er Kommunalpolitiker zunächst als Stadtrat und Präsident der Stadtverordnetenkammer, dann kurzzeitig vom 1. Februar 1917 bis zum 1. Mai 1917 auch als Stadtpräfekt (Bürgermeister) der Stadt Petrópolis.
Er war mit Cecília Félix de Sousa verheiratet, mit der er acht Kinder hatte. Er gilt als Begründer des einflussreichen Familienclans der Bulhões im 20. Jahrhundert. Er ist auf dem Friedhof São João Batista in Rio de Janeiro beerdigt.
Die Stadt Leopoldo de Bulhões ist nach ihm benannt.

## Schriften
Die Abgeordnetenkammer veröffentlichte einige seiner Vorlagen und Diskurse, z. B. erschien posthum:
- Discursos parlamentares. Câmara dos Deputados, Brasília 1979. Ausgewählt und herausgegeben von Wagner Estelita Campos (portugiesisch).